# Dicranomyia zernyi
Dicranomyia zernyi är en tvåvingeart som beskrevs av Paul Lackschewitz 1928. Dicranomyia zernyi ingår i släktet Dicranomyia och familjen småharkrankar. Arten är reproducerande i Sverige. Inga underarter finns listade i Catalogue of Life.